# Dove Medical Press
Dove Medical Press è una casa editrice accademica specializzata nella pubblicazione di riviste scientifiche e mediche ad accesso aperto 
e sottoposte a revisione paritaria. Le sue sedi operative si trovano a Manchester, Londra, Princeton e Auckland.
Nel settembre 2017, Dove Medical Press è stata acquisita dal gruppo editoriale Taylor & Francis. Al marzo 2019, risultavano pubblicate 135 riviste, anche di cui 43 avevano cessato di essere pubblicate. Tutti gli articoli, inclusi i metadati e i file supplementari, sono pubblicati sotto la licenza Creative Commons Attribution.

## Storia
Dove Medical Press è una società privata nata nel 2003 a seguito di un'iniziativa Tim Hill, ex amministratore delegato di Adis International, assunta insieme ad altri cinque membri fondatori.
All'11 aprile 2013, 42 delle 131 riviste risultavano indicizzate su PubMed, mentre 30 delle 131 riviste avevano meno di 10 articoli.
Nel 2013, la rivista 'Dove Medical Press Drug Design, Development and Therapy non superò il test che fu oggetto dello scandalo raccontato nell'articolo Who's Afraid of Peer Review?, nel quale un giornalista inviò un paper contenente vistosi errori e lacune a una serie di editori accademici per verificare l'affidabilità del loro processo di revisione editoriale. Dopo la pubblicazione dei risultati, l'Open Access Scholarly Publishers Association decise di espellere la casa editrice fuori dall'associazione, riabilitandola pienamente nel settembre 2015.
Due anni dopo, Dove fu acquisita dal gruppo Taylor & Francis.

## Descrizione
Dove applica una tariffa di pubblicazione (article processing charge) che utilizza per coprire i costo editoriali e per garantire una possibilità di pubblicazione gratuita agli autori meno abbienti dei Paesi in via di sviluppo.

Gli articoli vengono pubblicato secondo l'Open Archives Initiative Protocol for Metadata Harvesting, uno standard aperto e non proprietario definito per la prima volta dall'Open Archives Initiative nel 2001.
DMP è membro dell'Association of Learned and Professional Society Publishers, del Committee on Publication Ethics e dell'Open Archives Initiative.  Nel 2012, l'azienda è stata inclusa la lista di Beall degli editori predatori, dalla quale fu in seguito rimossa.